# Socorro (Texas)
Socorro es una ciudad ubicada en el condado de El Paso en el estado estadounidense de Texas. En el Censo de 2010 tenía una población de 32 013 habitantes y una densidad poblacional de 560,35 personas por km².

## Historia
Misión fundada en 1680 por los indios manso y los españoles sobrevivientes de la Rebelión de los indios de Nuevo México. Pasó al Primer Imperio mexicano a finales de 1821, siendo tomada por los norteamericanos en 1846, después de la batalla de El Brazito.

## Geografía
Socorro se encuentra ubicada en las coordenadas 31°38′29″N 106°15′45″O / 31.64139, -106.26250. Según la Oficina del Censo de los Estados Unidos, Socorro tiene una superficie total de 57.13 km², de la cual 57.07 km² corresponden a tierra firme y  0.06 km² (0.1 %) es agua.

## Demografía
Según el censo de 2010, había 32 013 personas residiendo en Socorro. La densidad de población era de 560,35 hab./km². De los 32 013 habitantes, Socorro estaba compuesto por el 94.29 % blancos, el 0.24 % eran afroamericanos, el 1.64 % eran amerindios, el 0.12 % eran asiáticos, el 0.01 % eran isleños del Pacífico, el 2.94 % eran de otras razas y el 0.76 % pertenecían a dos o más razas. Del total de la población el 96.72 % eran hispanos o latinos de cualquier raza.

## Educación
El Distrito Escolar Independiente de Socorro gestiona escuelas públicas.